# Interstate 205 (Oregon-Washington)
Die Interstate 205 (kurz I-205) ist ein Interstate Highway in den Vereinigten Staaten. Die I-205 beginnt in Tualatin in Oregon und endet nach 60 Kilometern in Salmon Creek im Bundesstaat Washington. Sie wird als Umgehungsroute der Interstate 5 im Großraum von Portland genutzt.

## Verlauf
Ab Tualatin verläuft die Interstate in östlicher Richtung und überquert bei West Linn auf der Abernethy Bridge den Willamette River. Im Süden von Portland trifft sie auf den U.S. Highway 26, der bis nach Nebraska führt. Etwa vier Kilometer nördlich wird die I-205 von der Interstate 84 und dem U.S. Highway 30 gekreuzt. Mit der Glenn L. Jackson Memorial Bridge überquert die Interstate 205 den Columbia River und erreicht den Bundesstaat Washington.